# San Pedro de las Flores
San Pedro de las Flores är en ort i Mexiko.   Den ligger i kommunen San Juan de los Lagos och delstaten Jalisco, i den centrala delen av landet, 400 km nordväst om huvudstaden Mexico City. San Pedro de las Flores ligger 1 746 meter över havet och antalet invånare är 209.
Terrängen runt San Pedro de las Flores är en högslätt. Runt San Pedro de las Flores är det ganska tätbefolkat, med 65 invånare per kvadratkilometer. Närmaste större samhälle är San Juan de los Lagos, 14,9 km sydost om San Pedro de las Flores. Trakten runt San Pedro de las Flores består till största delen av jordbruksmark.